# Rittersdell
Rittersdell ist ein Weiler der Ortsgemeinden Ließem, Rittersdorf und Wiersdorf im Eifelkreis Bitburg-Prüm in Rheinland-Pfalz.

## Geographische Lage
Rittersdell liegt südlich von Ließem (Entfernung: 1,8 km), nordwestlich von Rittersdorf (Entfernung: 2,2 km) und nordöstlich von Wiersdorf (Entfernung: 2,7 km) am Rande einer Hochebene. Der Weiler besteht aus vier Hofanlagen. Der nördliche Hof gehört zu Ließem, der südliche sowie der mittlere Hof zu Rittersdorf und der westliche Hof zu Wiersdorf. Rittersdell ist ausschließlich von landwirtschaftlichen Nutzflächen umgeben. Wenig südwestlich befindet sich ein kleines Waldgebiet.

## Geschichte
Das Areal um den heutigen Weiler war vermutlich schon früh besiedelt, was durch mehrere Funde aus römischer Zeit in der näheren Umgebung belegt werden konnte. Man entdeckte eine römische Siedlung sowie diverse Keramikfunde.
Aus neuerer Zeit sind wenig östlich von Rittersdell mehrere Kalkbrennereien bekannt. Noch heute sind mehrere Gruben sowie die Reste eines Kalkofens sichtbar. Die Nutzung wird auf die Zeit zwischen 1750 und 1850 geschätzt.

## Naherholung
In Richtung Rittersdell verläuft der Rundwanderweg 79 (Rittersdorf) des Naturpark Südeifel. Es handelt sich um einen rund 11,6 km langen Rundwanderweg, der die Ortsgemeinden Rittersdorf, Wiersdorf und Wißmannsdorf-Hermesdorf miteinander verbindet. Highlight des Wanderweges ist die sogenannte Bitburger-Keuperhochfläche, die zum Teil durch den Wanderweg erschlossen wird. Zudem gibt es mehrere Aussichtspunkte, die einen Blick zum Islek, den Moselbergen und dem Hunsrück erlauben.

## Wirtschaft und Infrastruktur

### Unternehmen
Im Weiler sind mehrere landwirtschaftliche Nutzbetriebe ansässig.

### Verkehr
Es existiert eine regelmäßige Busverbindung.
Rittersdell ist durch eine Gemeindestraße erschlossen und liegt wenig südlich der Landesstraße 12 von Oberweiler in Richtung Hohlgaß (Wohnplatz von Rittersdorf).